# Pina
Pina, o anche Pina 3D, è un documentario del 2011 diretto da Wim Wenders.
Il film, girato in 3D, è un tributo alla celebre coreografa tedesca Pina Bausch (1940-2009) con la sua compagnia di teatrodanza a Wuppertal.

## Produzione
Nel 1985 Wim Wenders assiste a Café Müller e ne rimane immediatamente ammaliato. Da allora nasce non solo una lunga amicizia tra il regista e la coreografa ma anche l'idea di fare un film insieme. Solamente nel 2007, dopo aver visto il film concerto U2 3D, Wim Wenders capisce che il 3D è la tecnica ideale per trasportare il teatrodanza sullo schermo. Il progetto inizia nel 2008 e prosegue anche dopo la morte di Pina Bausch, avvenuta nell'estate del 2009.

## Distribuzione
È stato presentato fuori concorso alla 61ª edizione del Festival internazionale del cinema di Berlino il 13 febbraio 2011. In Italia è stato presentato nella sezione Eventi speciali della 6ª edizione del Festival internazionale del film di Roma ed è uscito nelle sale cinematografiche il 4 novembre 2011.

## Riconoscimenti
- 2011 - Deutscher Filmpreis
  - Miglior documentario